# 1998年巴布亞新幾內亞地震
1998年巴布亞新幾內亞地震是指1998年7月17日發生在巴布亞新幾內亞北方近海的強烈地震，震央位於在艾塔佩北方為25公里（16英里）的地區。這場地震也導致造成了大規模的海底山崩也引發了巨大海嘯，結果卻導致造成了有超過2,200人罹難。

## 地震
這場地震發生在1998年7月17日於當地時間在晚間6點49分（UTC+10），原因是澳大利亞板塊和太平洋板塊就發生了碰撞。巨大海嘯原本被科學家認為是太平洋板塊導致25英里（40公里）長的斷層垂直滑動2公尺（6英尺7英寸）所導致的，但是後來研究也顯示，其實是大規模的海底山崩造成引發了巨大海嘯。

## 海嘯
這場巨大海嘯讓科學家明白如果發生大規模的海底山崩，小規模的地震也就很有可能會引發巨大海嘯。科學家知道這樣的事件非常很危險，因為地震對於陸地影響太小，太平洋海嘯警報中心也就很有可能無法觀測到巨大海嘯的高度，因此也就很有可能會無法發布海嘯警告。
地震發生幾分鐘之後，大部分的許多居民報告都聽到響亮的聲響，這也顯示了巨大海嘯也已經接近到海岸線 。至少有2,200人在這場巨大海嘯中罹难，有數千名居民受傷，有9,500人無家可歸，大約有500人失蹤 。巨大海嘯高度估計為15公尺（49英尺），平均高度為10.5公尺（34英尺）。

## 破壞
主震使一棟有62年歷史的教堂造成輕微損傷，許多人離開自己的房屋避難，晃動持續非常久的時間。而且在震央附近的地面出現裂縫。
巴布亞新幾內亞受災最嚴重的地區是30公里（19英里）的沿海地帶，範圍從艾塔佩到Sissano村之間。有幾個村莊都完全被巨大海嘯完全摧毀，其他村落也遭受到大規模的破壞。巨大海嘯連根拔起整棟建築物，並偏移原來的位置有50公尺到60公尺（164英尺到196.8英尺）之遠。Arop村坐落在海岸和Sissano潟湖之間，都直接遭受到了巨大海嘯給摧毀。

## 援助
澳大利亞皇家空軍出動為三架C-130運輸機來運輸救援物資。一間戰地醫院設立於瓦尼莫遭到巨大海嘯淹沒，有許多受害者傷口都無法處理，甚至還出現導致壞疽。瓦尼莫戰地醫院被拆除後，病人處境變得更糟，因為最近的醫院必須步行為一天之後才能抵達。
幾個村莊重建時稍微遠離海岸。巴布亞新幾內亞大學科學家發起宣傳，告訴沿海的居民，根據科學模型，破壞性的巨大海嘯將集中於該區域，居住在這裡是非常危險的行為。科學家也還建議巴布亞新幾內亞政府改善村莊逃生路線，並完善海嘯預警系統。
根據聯合國發展項目國家報告，巴布亞新幾內亞政府沒有制定運輸計劃。目前仍然沒有道路連接Arop與Warapu村，塞皮克高速公路雖然可以連接艾塔佩，但是卻不能通往瓦尼莫。